# 罗兰·金特
罗兰·金特（德語：Roland Günther，1962年12月11日—），德国前男子自行车运动员。他曾代表西德参加1984年夏季奥林匹克运动会自行车比赛，获得男子团体追逐赛铜牌。